# Thelotrema desquamescens
Thelotrema desquamescens är en lavart som beskrevs av Vain. 1921. Thelotrema desquamescens ingår i släktet Thelotrema och familjen Thelotremataceae.   Inga underarter finns listade i Catalogue of Life.